# Кривоносовская улица
Кривоно́совская у́лица — улица в городе Зеленогорске Курортного района Санкт-Петербурга. Проходит от проспекта Ленина за Кривоносовский переулок.
Первоначально называлась Екатери́нинской. Такой топоним известен с 1907 года и дан, вероятно, по имени землевладелицы.
С 1920-х годах улица стала Katarininkatu — финский аналог русского названия.
Современное наименование присвоено, вероятно, в честь инициатора стахановского движения на железной дороге П. Ф. Кривоноса.
На участке между проспектом Ленина и Деповской улицей по мосту пересекает реку Жемчужную.

## Перекрёстки
- Проспект Ленина
- Деповская улица
- Путейская улица
- Гражданская улица
- Загородная улица
- 1-й Загородный переулок
- Межевая улица
- Переулок Героев
- Кривоносовский переулок